# 대한민국 형법 제109조
대한민국 형법 제109조는 외국 국기와 국장 모독죄에 관한 형법 각칙의 조문이다.

## 조문
제109조 【외국의 국기 · 국장의 모독】
외국을 모욕할 목적으로 그 나라의 공용에 공하는 국기 또는 국장을 손상 · 제거 또는 오욕한 자는
2년 이하의 징역이나 금고 또는 300만원 이하의 벌금에 처한다.

- '공용에 공하는 국기 또는 국장'은 외국의 공무소와 공적 기관에서 사용하는 것을 말한다.
- 반의사불벌죄로, 외국정부의 명시한 의사에 반하여 공소를 제기할 수 없다. (→형법 제110조)